# 티보르 셀리메스
티보르 셀리메스(Tibor Selymes)는 현재 은퇴한 루마니아의 축구 선수로, 1994 미국 월드컵과 1998 프랑스 월드컵에 참가한 바 있다. 월드컵 말고도 유로 1996에도 참가한 바 있다.